# Sgorr nam Faoileann
Sgorr nam Faoileann ist ein Berg auf der schottischen Hebrideninsel Islay. Die 429 m hohe Erhebung befindet sich nahe der Ostküste der Insel etwa drei Kilometer nordwestlich des Kaps McArthur’s Head und neun Kilometer südlich des Fährhafens Port Askaig. Im Umkreis von acht Kilometern befinden sich mit Beinn na Caillich, Glas Bheinn, Beinn Bheigeir, Beinn Bhàn und Beinn Uraraidh fünf weitere Berge. An den Hängen des Sgorr nam Faoileann liegen die Quellen des Flusses Laggan.
Sgorr nam Faoileann liegt in einem dünnbesiedelten Teil der Insel, weshalb auch keine Straßen zu dem Berg führen. Es sind jedoch Wanderrouten zu dem Berg beschrieben, die auch die umliegenden Gipfel miteinschließen. Vom Gipfel aus bietet sich ein Panorama über den Islay-Sund bis zum Kap Ruvaal im Norden der Insel und der nördlichen Nachbarinsel Colonsay, die Südwestküste der Nachbarinsel Jura, Teile von Loch Indaal und der Rhinns of Islay sowie der Halbinsel Kintyre.